# 에이리언9
《에이리언9》(エイリアン9, Alien 9)는 토미자와 히토시의 만화이자 만화를 원작으로 한 동명의 애니메이션 작품이다. 만화는 1998년부터 1999년에 일본의 만화잡지 영 챔피언에 연재되었으며, 3권의 단행본으로 출간되었다. 2001년에는 J.C.STAFF와 GENCO에 의해 4회 분량의 OVA 애니메이션(감독 후지모토 유리, 구성 무라이 사다유키)으로 제작되었으며 후속편인 에이리언9 에뮬레이터즈는 2002년에 챔피언 레드에서 연재되고, 2003년 단행본으로 출간되었다. 한국에는 2001년에 삼양출판사에서 본편인 3권이 번역되어 출간되었으며, 영어판은 2003년에 North America와 Central Part Media에 의해 판매되었다. 이 만화의 일부 내용은 무라카미 다카시의 슈퍼플랫 전시회에서 선보여지기도 했다.

## 줄거리
유리의 기분은 최악. 6학년이 되자 마자 학교를 침공하는 에이리언들과 싸울 특공대에 뽑히다니.
새롭게 시작된 특공대원으로서의 일들이 무섭긴 하지만, 유리는 혼자가 아니다. 특공대 내에도 카스미와 쿠미라는 좋은 친구들의 도움이 있으니, 간신히 버텨나갈 수는 있는 수준. 하지만 어째서 초등학교 6학년생들이 에이리언 침공에 대항해 싸우는 걸까? 과연 선생님으로부터 받은 보그들(Borgs)이 싸우는 데 도움이 될까? 공포와 외로움, 불안과 우정이 유리를 기다리는 가운데, 그녀는 인생에서 가장 혼란스러운 한 해를 맞이하고 있다.

## 등장인물
- 오타니 유리(성우 - 은영선) - 유리는 반 친구들에 의해 에이리언 특공대의 멤버로 선출되었지만, 징그럽게 생긴 에이리언들 때문에 그다지 즐겁지는 않은 듯. 특공대에서의 유일한 즐거움이라면, 쿠미와 카스미를 만나게 된 것뿐이다. 하지만 겁이 많아 에이리언 생포 작업은 쿠미와 카스미가 전부 떠맡고 있다. 일본 성우는 이하다 쥬리가 맡았는데 이 애니메이션 녹음 당시 성우의 나이는 14살(확실하지 않음)이었다고 한다.

- 카와무라 쿠미(성우 - 전숙경) - 쿠미는 셋 중 가장 독립적인 아이로, 1학년때부터 매번 반장으로 선출되었다. 특공대에 자원한 이유는 반장이 되고 싶지 않았기 때문. 쉽게 겁에 질리는 유리를 보호하게 되는 경우가 많다. 일본 성우는 시미즈 카오리가 역할을 맡았다.

- 토미네 카스미(성우 - 채의진) - 카스미는 가장 활발한 성격으로, 단지 재미있을 것 같아 특공대에 들었다. 외국에서 유학하는 오빠가 있다.

- 미유(성우 - 박신희) -  유리의 친한 친구. 유리가 특공대와 무관한 일에 대해 상담하는 상대.

- 히사카와 메구미(성우 - 정미숙) - 에이리언 대책반 소속 제9 초등학교의 담당자이며 유리, 카스미, 쿠미를 담당하고 있다. 무언가를 숨기고 있는 듯하다. 일본 성우는 히사카와 아야가 맡았다.

- 보그(성우 - 김소형) - 특공대원들이 헬멧처럼 사용하는 공생형 에이리언. 숙주의 몸에서 생성되는 땀 등을 양분으로 섭취한다.